# ヴァーヴィル VCP

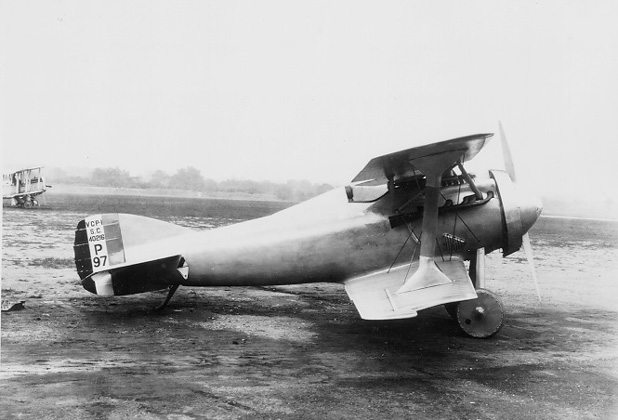
Verville VCP-1

ヴァーヴィル VCP（Verville VCP）はアメリカ合衆国の1920年代の単座複葉戦闘機である。1機は競技機に改造されて成功し、新しい命名法でPW-1の記号がつけられた。
アメリカ陸軍の航空技術部門のヴァージニウス・クラーク（Virginius E. Clark）と民間会社から陸軍に移ったアルフレッド・ヴァーヴィルが1918年から設計を始めた。設計者の名前からVCP-1 (Verville-Clark Pursuit 1)と名づけられた。
フランスの戦闘機のSPAD S.XIIIの設計をもとによりスリムで運動性の高い飛行機が目指された。ライトで製造されたイスパノ・スイザのV8エンジンを搭載した1張間の複葉機である。合板製のモノコックの胴体に木製、羽布張りの翼であった。環状のラジエータが装備された。
2機が製作され、1920年6月11日に初飛行した。優れた性能を示し、速度は251km/hに達したが、環状ラジエータは不具合があり、通常のラジエターに換装された。優れた性能を示したので、競技機に改造されることになり、エンジンを 660 hp のパッカード 1A-2025 V12エンジンに換装されVCP-Rとなった。その後、ヴァーヴィル R-1 レーサーが製作された。
1920年にVCP-1をもとに新戦闘機が開発された。胴体は製作が容易な鋼管構造、羽布張りに改められた。主翼はVCP-1のテーパー翼が使用され、350 hp のパッカード 1A-1237 エンジンとエンジン下部にトンネル型ラジエータが装備された。
当初VCP-2と命名されたが、アメリカ陸軍の新しい命名規則によってPW-1と命名された。1機目は静的試験に用いられ、2機目は1921年11月に初飛行し、235 km/hの最高速度を記録した。その年の末、テーパーのないフォッカータイプの厚翼が取り付けられPW-1Aとされたが、性能が低下したため、元の翼に戻された。その後より強力なエンジンの装着が計画されたが、製造されなかった。
VCP-Rは1920年、フランスで開かれたゴードン・ベネット・カップに参加したが、一周飛行後にオーバーヒートでリタイアした。アメリカに戻った後、ラジエータの容量を増し11月25日のピューリッツァー・トロフィー・レースで251.9 km/hの記録で優勝した。1922年のピューリッツァー・トロフィー・レースでは尾翼を改造したR-1が参加し288 km/hの記録で6位になった。

## 派生型
- VCP-1 
  - 単座戦闘機、300 hp Wright-Hispano エンジン、2機製作、1機が飛行
- VCP-R 
  - VCP-1を改造した競技機 660 hp Packard 1A-2025 エンジン、最高速度 285 km/h
- R-1 
  - VCP-Rの改造機で1922年 Pulitzer Trophy raceに参加。最高速度 299 km/h
- PW-1 
  - 胴体を鋼管構造にし350 hp Packard 1A-1237 エンジン搭載。2機製作、1機が飛行
- PW-1A 
  - PW-1に厚翼を装着。最高速度 216 km/h

## 仕様
- 全長： 6.86 m
- 全幅： 9.75 m
- 全高： 2.54 m
- 空虚重量： 938 kg
- 総重量： 1,363 kg
- エンジン： Packard 1A-1237、350 hp
- 最高速度：235 km/h
- 巡航速度: 212 km/h
- 巡航高度：5,883 m
- 航続時間：2時間30分